# Пожарная часть 19
«Пожарная часть 19» (англ. Station 19) — американский телесериал, созданный Стейси Макки. Является вторым спин-оффом телесериала «Анатомия страсти». Премьера состоялась 22 марта 2018 года. Встроенным пилотным эпизодом послужил тринадцатый эпизод четырнадцатого сезона «Анатомии страсти».

## Сюжет
Сериал рассказывает о команде героических пожарных 19-й части пожарного департамента Сиэтла. Руководству предстоит решить, кому из двоих молодых амбициозных лейтенантов: Энди Эррера или Джеку Гибсону, доверить капитанскую должность и руководство пожарной частью. Ситуация осложняется романтическими отношениями, возникшими между двумя конкурентами.

## В ролях

### Основной состав
- Джейна Ли Ортис[англ.] — Энди Эррера
- Джейсон Уинстон Джордж — Бен Уоррен
- Грей Деймон — Джек Гибсон
- Барретт Досс — Виктория Хьюс
- Альберто Фрецца — Район Таннер
- Джей Хейден[англ.] — Трэвис Монтгомери
- Окьерете Онаодован[англ.] — Дин Миллер
- Даниэль Савре — Майя Бишоп
- Мигель Сандовал — Прут Эррера
- Борис Коджо — Роберт Салливан
- Стефания Спампинато — Карина Делюка
- Карлос Миранда — Теодор Руис

### Второстепенный состав
- Марла Гиббс — Эдит
- Бретт Такер — Рипли
- Бренда Сонг — Джей Джей
- Пэт Хили — Майкл Диксон
- Джош Рэндэлл — Шон Беккетт
- Линдси Горт
- Барбара Ив Харрис

### Специально приглашённые актёры
- Эллен Помпео — Мередит Грей
- Чандра Уилсон — Миранда Бейли

## Обзор сезонов
| Сезон | Сезон | Эпизоды | Дата показа      | Дата показа | Рейтинг Нильсона | Рейтинг Нильсона       |
| Сезон | Сезон | Эпизоды | Премьера         | Финал       | Ранк             | Зрители США (миллионы) |
| ----- | ----- | ------- | ---------------- | ----------- | ---------------- | ---------------------- |
|       | 1     | 10      | 22 марта 2018    | 17 мая 2018 | 54               | 7.36                   |
|       | 2     | 17      | 4 октября 2018   | 16 мая 2019 | 53               | 7,37                   |
|       | 3     | 16      | 23 января 2020   | 14 мая 2020 | 29               | 8.52                   |
|       | 4     | 16      | 12 ноября 2020   | 3 июня 2021 | 29               | 7.11                   |
|       | 5     | 18      | 30 сентября 2021 | 19 мая 2022 | 37               | 6.16                   |
|       | 6     | 18      | 6 октября 2022   | 18 мая 2023 | 41               | 5.24                   |
|       | 7     | 10      | 14 марта 2024    | 30 мая 2024 | TBA              | TBA                    |

## Производство
11 мая 2018 года телесериал был продлён на второй сезон.
10 мая 2019 года телеканал ABC продлил телесериал на третий сезон. Премьера третьего сезона состоится 23 января 2020 года. 11 марта 2020 года канал ABC продлил телесериал на четвертый сезон. Премьера четвертого сезона сериала состоится 12 ноября 2020 года.
10 мая 2021 года телеканал ABC продлил телесериал на пятый сезон. Премьера пятого сезона состоится 30 сентября 2021 года.
11 января 2022 года телеканал ABC продлил телесериал на шестой сезон. 20 апреля 2023 года телеканал ABC продлил телесериал на седьмой сезон.
Премьера седьмого сезона состоится на американском телеканале ABC 14 марта 2024 года. 8 декабря 2023 года телеканал ABC объявил что седьмой сезон сериала станет финальным.

## Отзывы критиков
На сайте-агрегаторе Rotten Tomatoes сериал держит 56 % «свежести» со средним рейтингом 5,25/10, что основано на 9 рецензиях. На Metacritic сериал получил 55 баллов из ста, что основано на 10 «смешанных и средних» отзывах критиков.